# Uccelli acquatici

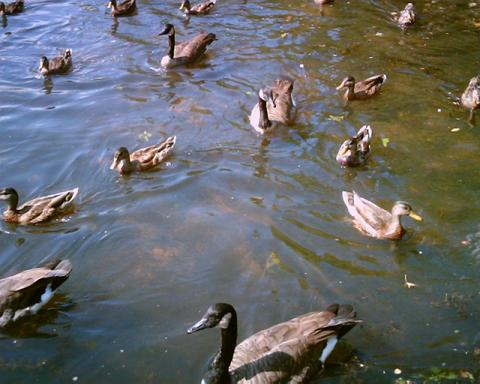
Oche canadesi (Branta canadensis) e germani reali (Anas platyrhynchos), classici uccelli acquatici

Il termine uccello acquatico (da non confondere con gli uccelli trampolieri) è usato per indicare gli uccelli che vivono in o nei pressi dell'acqua. In alcune definizioni, il termine si applicava in particolare agli uccelli negli habitat di acqua dolce, sebbene altri non facciano alcuna distinzione dagli uccelli che popolano gli ambienti marini. Inoltre, alcuni uccelli acquatici sono più terrestri o acquatici di altri e i loro adattamenti variano a seconda della specie o del loro ambiente. Questi adattamenti includono piedi palmati, becchi e zampe adatte per nutrirsi in acqua e la capacità di immergersi, o di tuffarsi dall'aria per catturare le prede sotto la superficie dall'acqua.

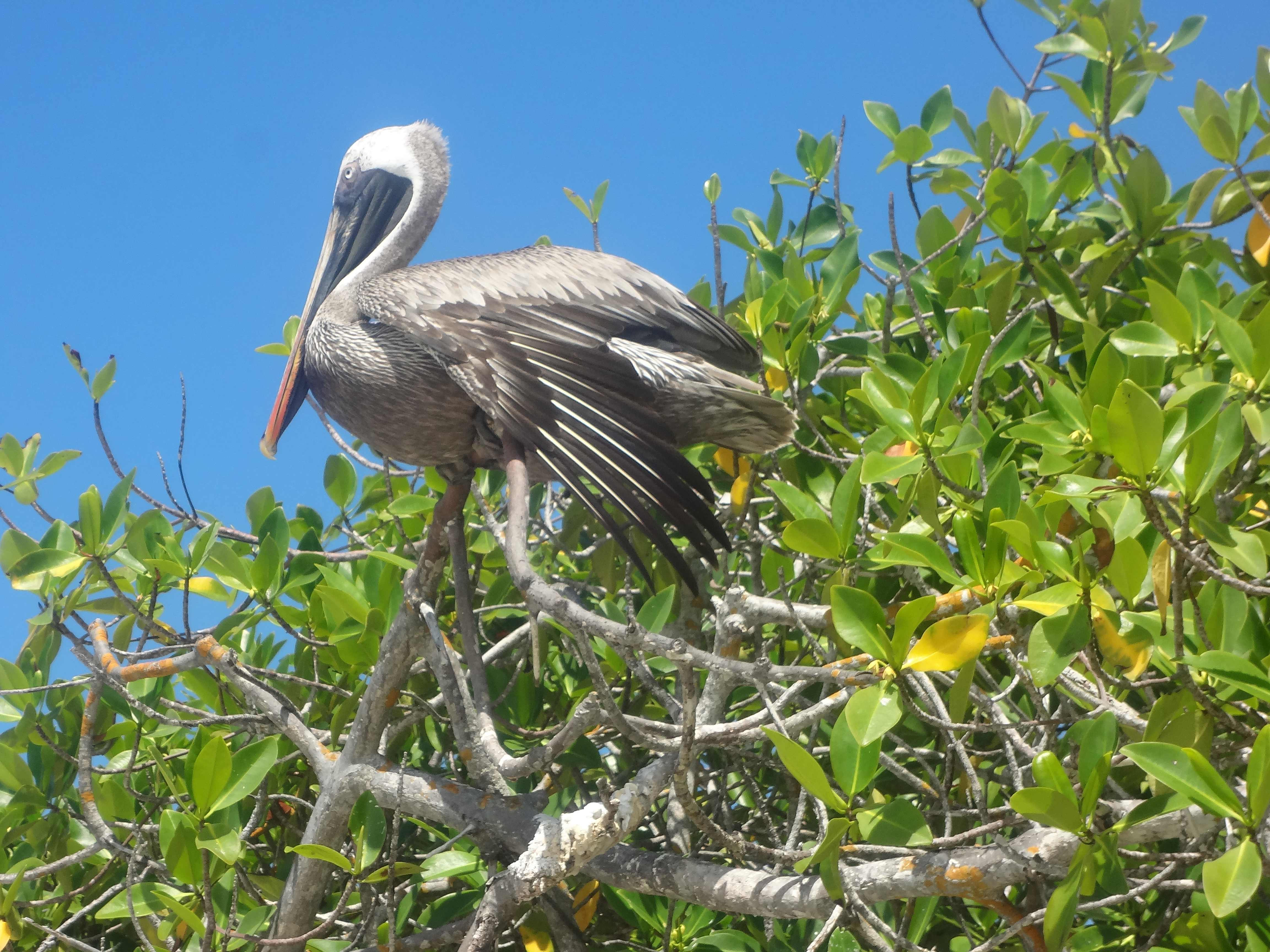
Pellicano bruno (Pelecanus occidentalis), baia Tortuga, Isola di Santa Cruz, Galápagos

Talvolta viene usato anche il termine palmipedi per indicare un gruppo artificiale di uccelli caratterizzati dall'avere le dita palmate, rendendoli ottimi nuotatori. Alcuni rapaci, come falchi pescatori e aquile di mare, catturano le prede sulla superficie dell'acqua ma non sono considerati uccelli acquatici. Il termine uccello acquatico è anche usato nel contesto della conservazione per indicare tutti gli uccelli che abitano o dipendono da corpi idrici o zone umide. Esempi di questo utilizzo includono l'Accordo sulla conservazione degli uccelli acquatici migratori dell'Africa-Eurasia (AEWA) e la Wallnau Waterbird Reserve.
Alcuni esempi di uccelli acquatici sono:
- Uccelli marini (uccelli marini, come pinguini e gabbiani)
- Trampolieri (ordine Charadriiformes)
- Anseriformi (anatre, oche, cigni, oche gazza, kamichi)
- Svassi (ordine Podicipediformes)
- Strolaghe (ordina Gaviiformes)
- Ciconiiformi (cicogne, egrette, spatole e altri - ma non aironi o ibis che sono stati spostati in un'altra classificazione)
- Pelecaniformi (pellicani e altri)
- Fenicotteri (ordina Phoenicopteriformes)
- Alcuni membri dell'ordine Gruiformes (tra cui gru, folaghe e gallinelle d'acqua)
- Martin pescatori
- Una famiglia di passeriformi, i mestoli